# Beedenbostel
Beedenbostel ist eine Gemeinde im Landkreis Celle in Niedersachsen (Deutschland).

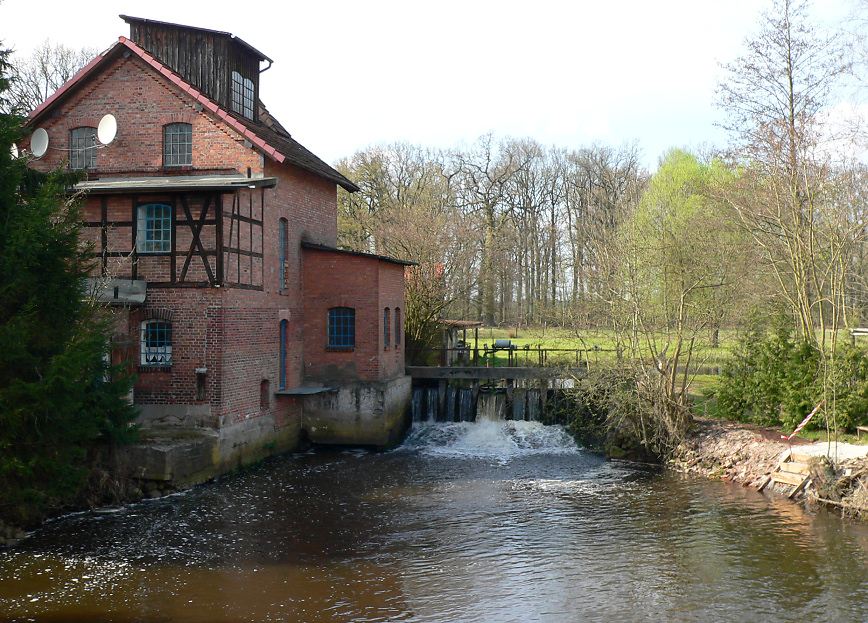
Ehemalige Wassermühle an der Aschau

## Geografie
Beedenbostel liegt östlich von Celle am Naturpark Südheide. Die Aschau mündet hier in die Lachte. Beide Gewässer gehören zum Einzugsgebiet der Aller. Die Gemeinde gehört der Samtgemeinde Lachendorf an, die ihren Verwaltungssitz in der Gemeinde Lachendorf hat.

## Geschichte
Kaiser Heinrich III. übertrug im Jahre 1051 dem Marienaltar zu Hildesheim den Comitat, welchen die Grafen Bruno, dessen Sohn Graf Ludwig (Ludolf) von Braunschweig, dritter Stiefbruder des Kaisers († 23. April 1038), und dessen Sohn Egbert zu Reichslehen besaßen, bestehend in den Gauen Nordthüringen, Darlingen, Valen, Saltga, Gretinge und Mulbeze mit den Archidiakonaten Schöningen, Watenstedt, Schöppenstedt, Lucklum, Atzum (im Gau Derlingau), Groß Stöckheim, Denstorf (im Gau Valen), Ringelheim (im Gau Saltga), Beedenbostel, Hankensbüttel (im Gau Gretinge) und Wienhausen (im Gau Mulbeze), wahrscheinlich als Pfandgut, und König Heinrich IV. bestätigte am 3. Juli 1057 solchen Pfandbesitz.
Nach dem Sturz Heinrich des Löwen im Jahre 1195 blieb der Go Beedenbostel allodialer, d. h. landesherrlicher Besitz, und Braunschweig und Lüneburg die einzigen Stammlande der Herzöge. Beedenbostel war „Go-Sitz“ mit dem Go-Gericht und der Ur-Pfarrei des Sunderbannbezirkes, die Kirche, eine Taufkirche, ist um 950 erbaut. Lachendorf mit seinen sieben freien Forsthufen wurde von den Förstern, welche „Freie Dienstmänner“ mit „niederer ministerialität“ und die Rechtweisenden im Gericht des comes nemoris waren, als Ausgangspunkt zur Überwachung des gesamten Jagdgebietes des Sunderbannes gesehen. Die Nieder- und Hochwildjagd, die Aufsicht über das Holz zwecks Brenn- und Bauholz, dazu die Einteilung der Eichel- und Bucheckernmast für die Hof- oder Fehmschweine, und die Hutungsrechtvergabe für das Rindvieh in der Waldweide waren das Aufgabengebiet.

## Politik

### Gemeinderat
Der Rat der Gemeinde Beedenbostel setzt sich zurzeit aus 9 Ratsfrauen und Ratsherren zusammen. Die Ratsmitglieder werden durch eine Kommunalwahl für jeweils fünf Jahre gewählt.
Bei der Kommunalwahl 2021 ergab sich folgende Sitzverteilung:
| Gemeinderat 2021Insgesamt 9 Sitze - Grüne: 1 - GLB: 4 - UB: 4 | Gemeinderatswahl 2021Wahlbeteiligung: 60,5 % 1009080706050403020100 49,7 % (−50,3 %p)40,5 % (n. k. %p)9,8 % (n. k. %p) GLBaUBbGrüne20162021Anmerkungen:a Gemeinsame Liste Beedenbostelb Wählergemeinschaft Unabhängige Bürger |

Die letzten Kommunalwahlen ergaben die folgenden Sitzverteilungen:
| Wahljahr | GLB 1 | UB 2 | GRÜNE | CDU | SPD | FDP | WG | Gesamt   |
| -------- | ----- | ---- | ----- | --- | --- | --- | -- | -------- |
| 2021     | 4     | 4    | 1     | -   | -   | -   | -  | 9 Sitze  |
| 2016     | 11    | -    | -     | -   | -   | -   | -  | 11 Sitze |
| 2011     | -     | 4    | -     | 5   | 1   | 1   | 0  | 11 Sitze |
| 2006     | -     | 4    | -     | 4   | 2   | 1   | 0  | 11 Sitze |
| 2001     | -     | 5    | -     | 4   | 1   | 0   | 1  | 11 Sitze |

### Bürgermeister
Bürgermeister ist seit 2021 Hans-Joachim Dose (Bündnis 90/Die Grünen).

### Wappen
Geteilt und halbgespalten, oben in Gold ein roter gezinnter Wehrturm mit, von oben, schwarzem Fenster, lateinischem Kreuz und Tor, unten rechts in Rot ein aus dem Schild wachsendes, nach links gewandtes silbernes Pferd, links in Silber grün ein stehendes Eichenblatt mit zwei Eicheln.

## Kultur und Sehenswürdigkeiten
- Die Bezeichnung der Martinskirche kommt von Martin von Tours, der sein Hab und Gut mit den Armen teilte. Die Kirche wurde 1735 von Johann Pflug auf einem Vorgängerbau errichtet. Der Holzglockenturm ist älter.
- Das heutige Gebäude der Wassermühle an der Aschau wurde 1905 nach einem Brand auf der Vorgängermühle errichtet, die im Jahr 1649 erstmals urkundlich erwähnt und bis 1920 im Vollerwerb betrieben wurde. Heute treibt das Mühlrad einen Stromgenerator für den Eigenbedarf.
- Die Alte Apotheke in der Gardinenstraße 13 ist in das Verzeichnis der Kulturdenkmale der Bezirksregierung Lüneburg eingetragen.

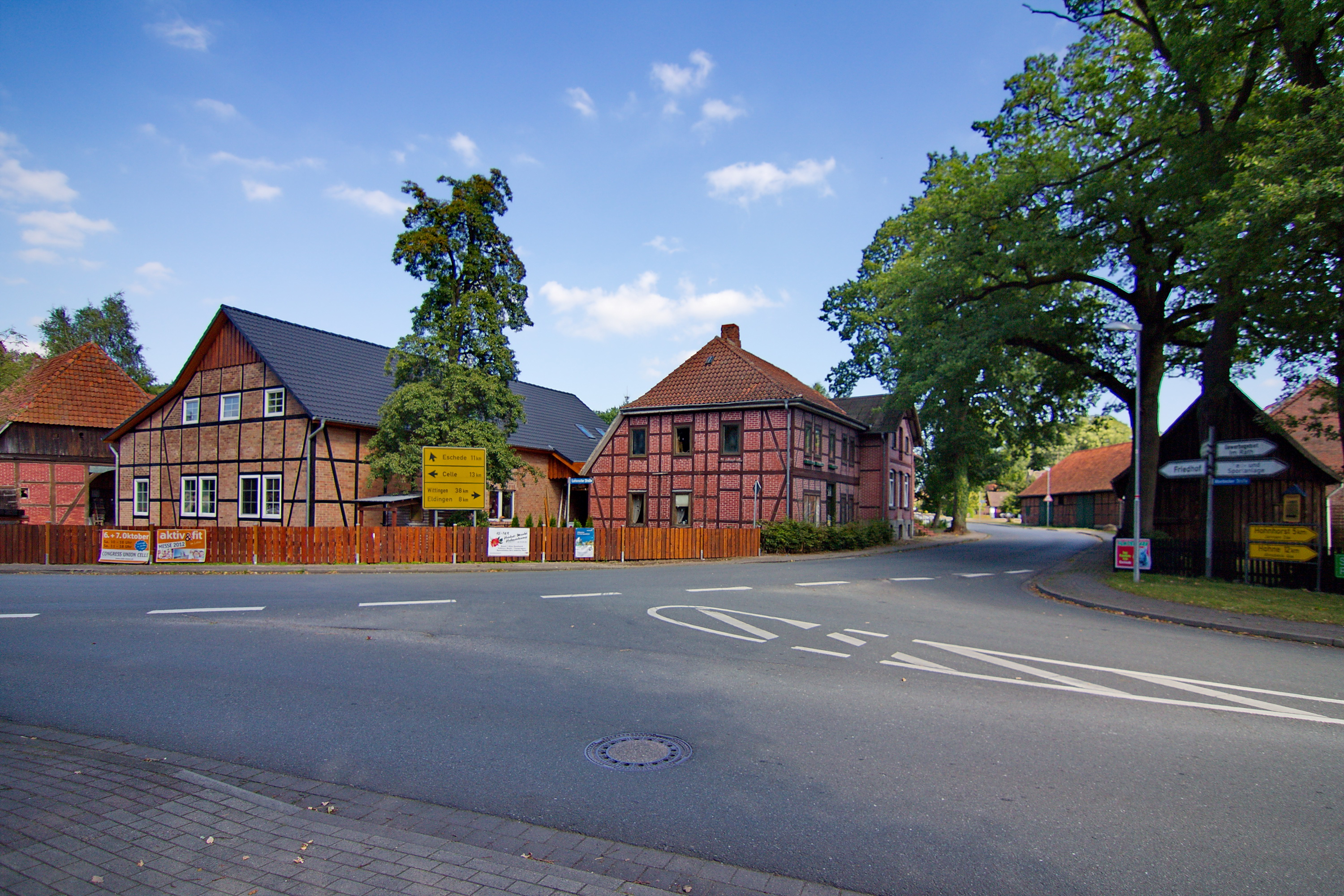
Ortsblick
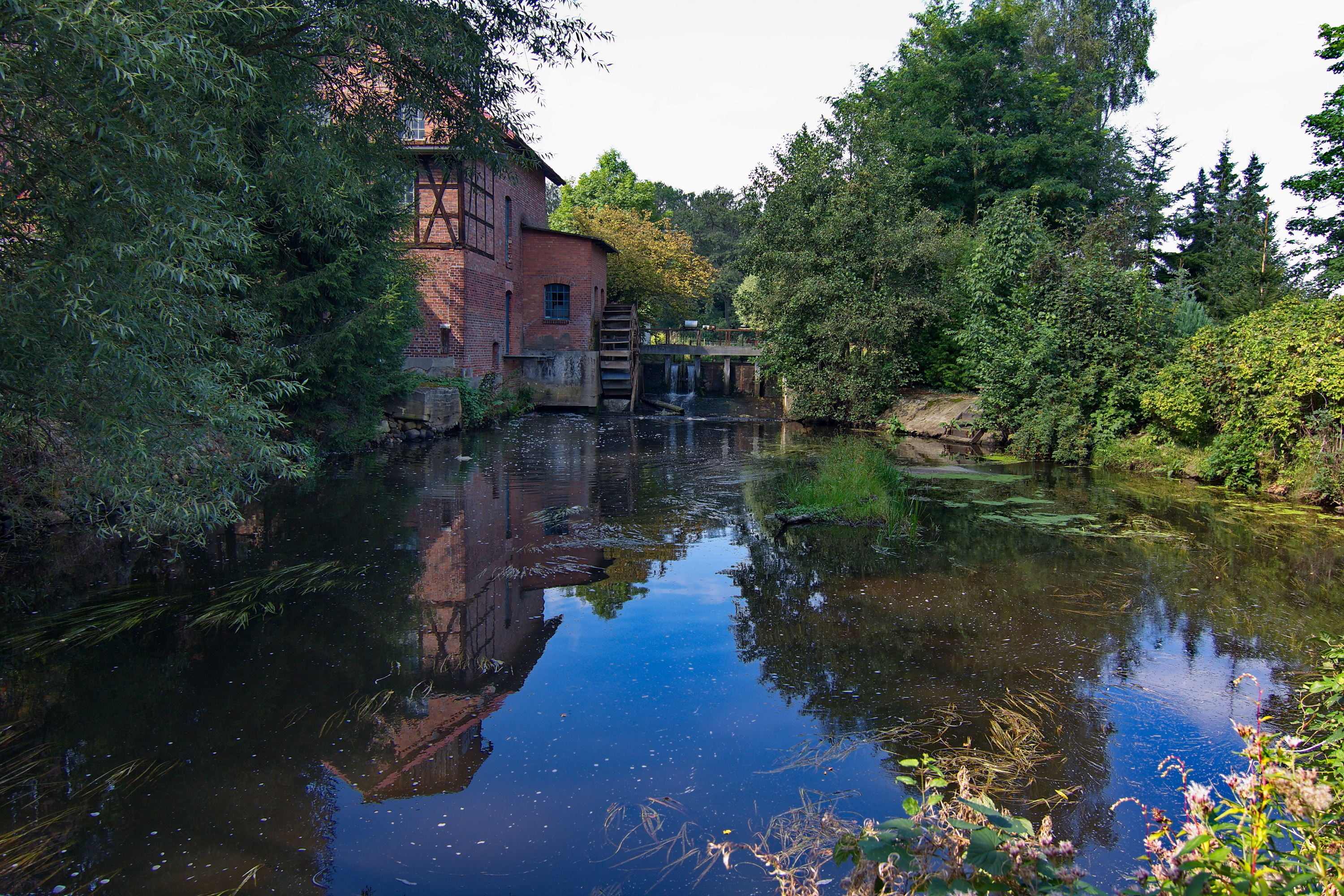
Stau der Aschau in Beedenbostel mit ehemaliger Wassermühle
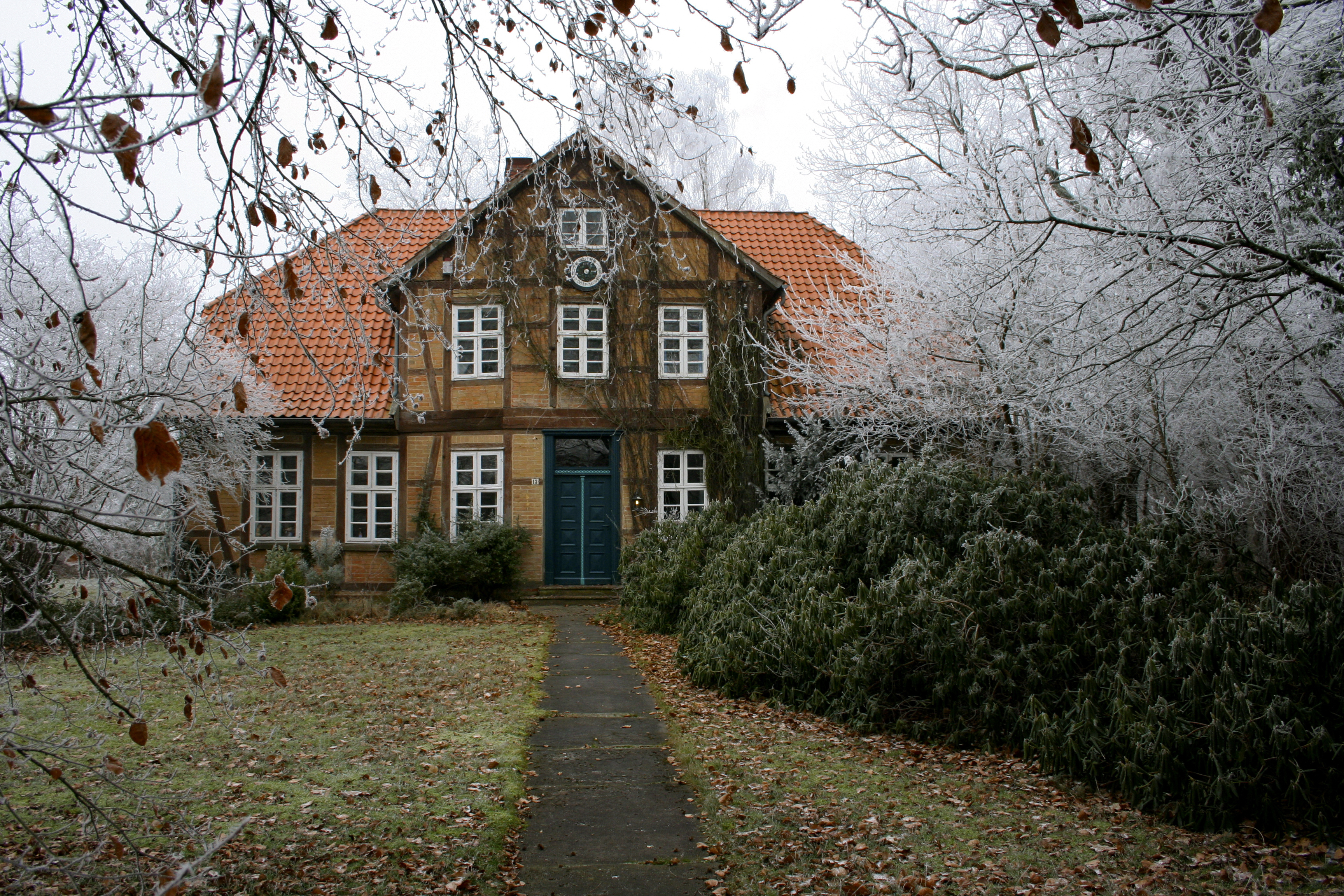
Alte Apotheke
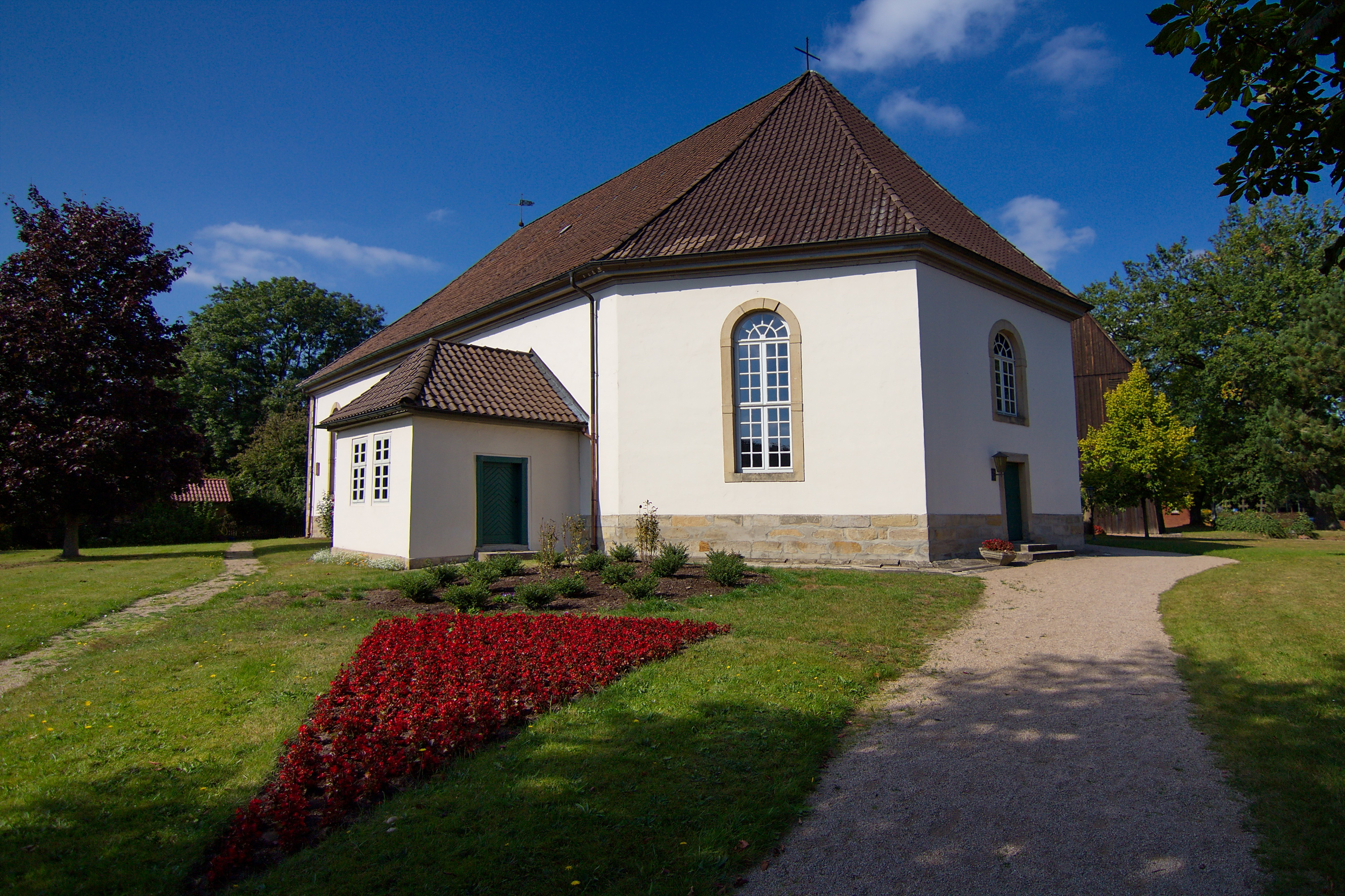
Martinskirche
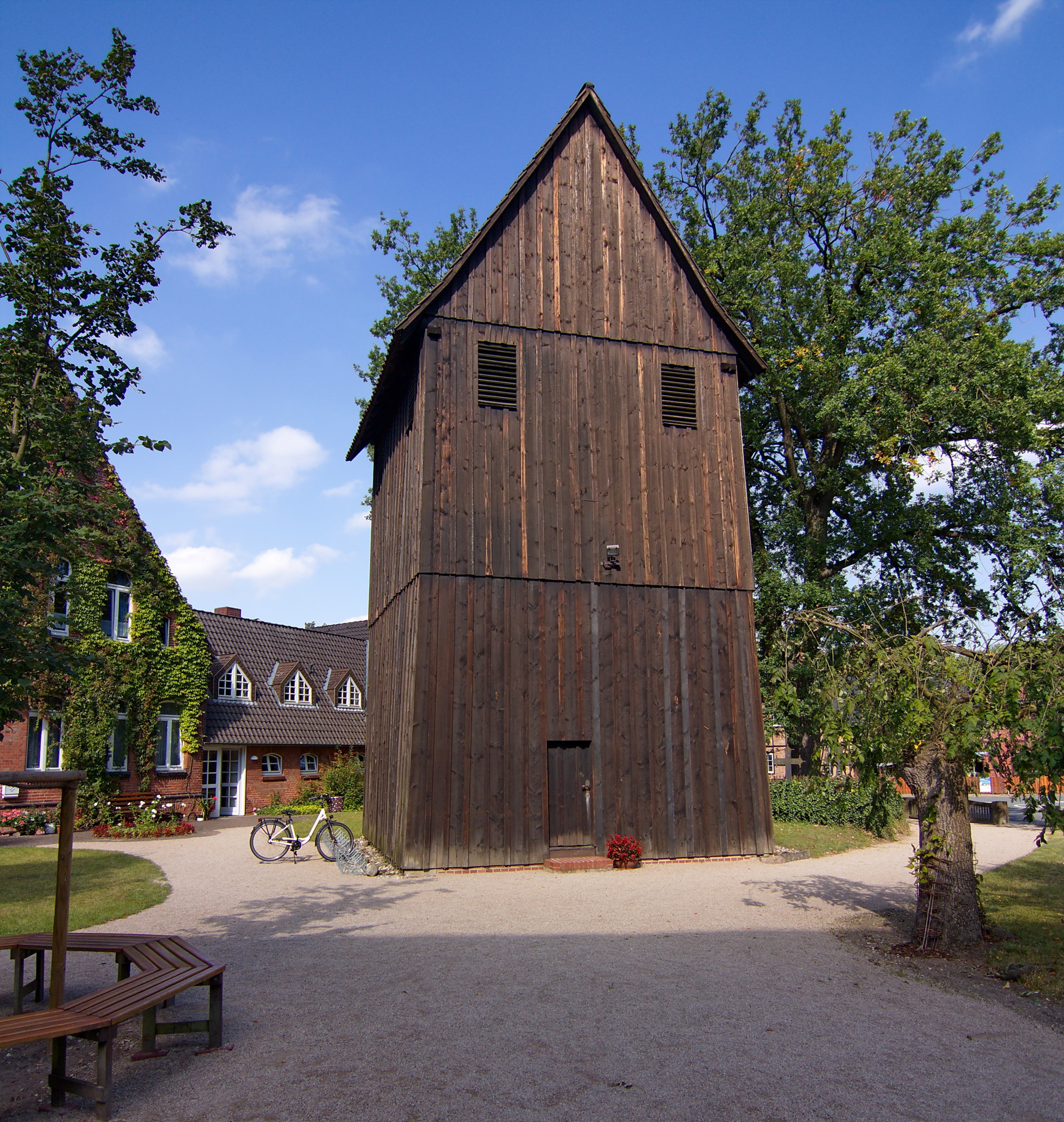
Glockenturm der Kirche

### Baudenkmäler
- Liste der Baudenkmale in Beedenbostel

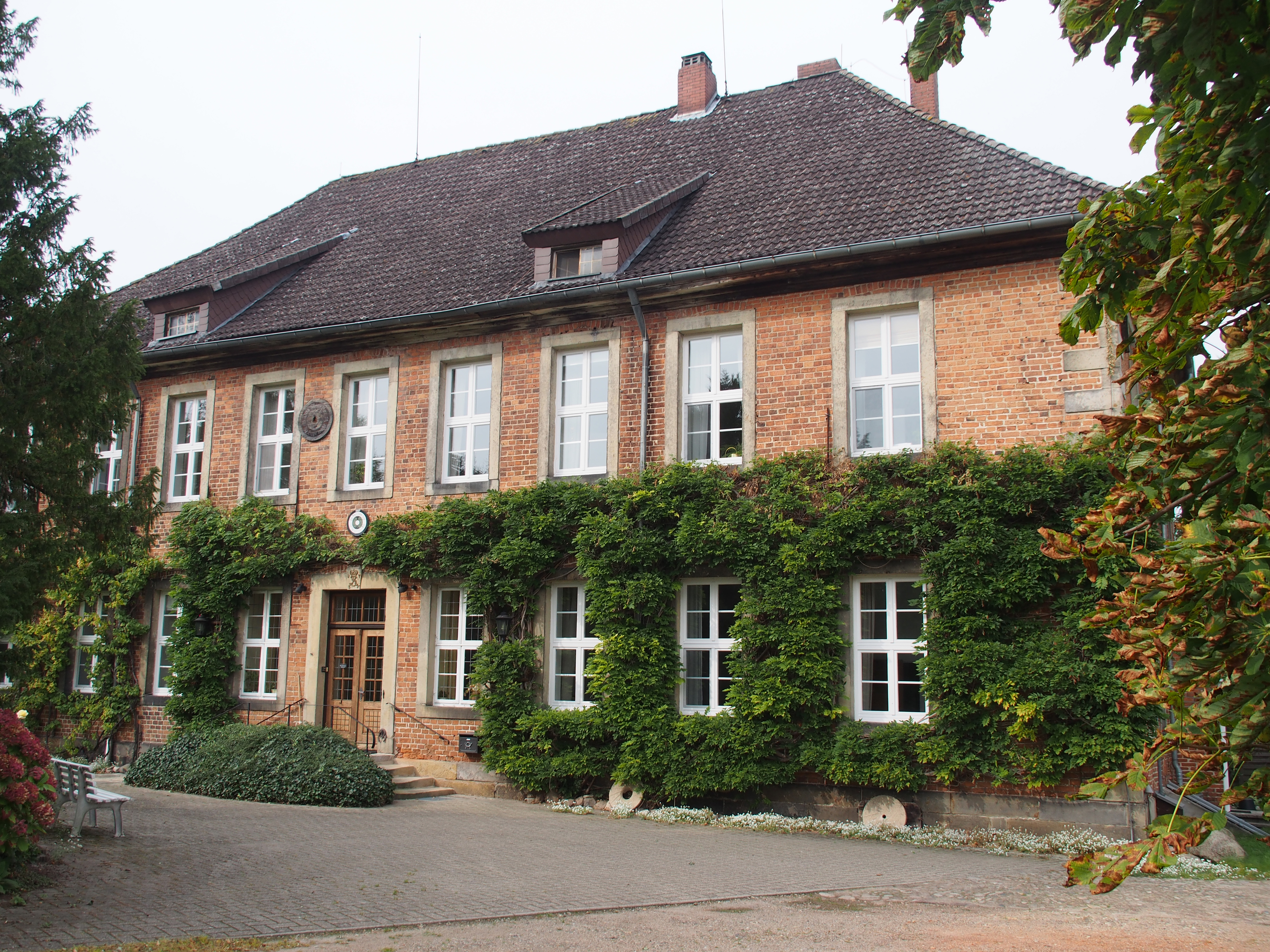
Altes Amtshaus (von 1735)

## Wirtschaft und Infrastruktur
- Beedenbostel ist über verschiedene Landstraßen mit den Bundesstraßen 191 und 214 verbunden.
- Die Gemeinde wird durch eine Eisenbahnstrecke der Schieneninfrastruktur Ost-Niedersachsen GmbH erschlossen, auf der nur Güterverkehr betrieben wird.